# Andrzej Ogrodnik
Andrzej Ogrodnik (ur. 12 grudnia 1966 w Wysokiem Mazowieckiem) – kontradmirał Marynarki Wojennej Sił Zbrojnych Rzeczypospolitej Polskiej.

## Życiorys
W 1985 rozpoczął studia na Wydziale Nawigacji Morskiej i Broni Podwodnej w Wyższej Szkole Marynarki Wojennej w Gdyni. Po jej ukończeniu, w 1990 rozpoczął służbę na okręcie podwodnym ORP Orzeł, przechodząc wszystkie szczeble dowodzenia na tej jednostce, zaczynając od dowódcy działu, poprzez zastępcę dowódcy okrętu i kończąc na jej dowódcy. Od stycznia do maja 2005 był zastępcą dowódcy Polskiego Kontyngentu Wojskowego Bielik, wykonującego zadania na Morzu Śródziemnym w ramach operacji antyterrorystycznej pod kryptonimem „Active Endeavour”.
Następnie rozpoczął służbę w sztabie 3 Flotylli Okrętów na stanowisku szefa Wydziału Operacyjnego Zarządu N-3, z którego w 2006 został skierowany na Podyplomowe Studia Operacyjno – Strategiczne na Akademii Obrony Narodowej. Po ich ukończeniu, w 2007, objął dowodzenie Dywizjonem Okrętów Podwodnych, którym dowodził przez kolejne trzy lata. W 2010 komandor Ogrodnik rozpoczął służbę w strukturach NATO poza granicami kraju na stanowisku szefa Oddziału Planowania Ćwiczeń – zastępcy szefa Zarządu Ćwiczeń Połączonych w Joint Warfare Centre w Stavanger w Norwegii.
Po powrocie do Polski, w 2013 został szefem Oddziału Oficerów Flagowych w Dowództwie Marynarki Wojennej, a po zmianie systemu dowodzenia i kierowania Siłami Zbrojnymi RP objął stanowisko szefa Oddziału Ratownictwa w Inspektoracie Marynarki Wojennej. Od 5 listopada 2018 komandor Andrzej Ogrodnik pełnił obowiązki na stanowisku zastępcy dowódcy Centrum Operacji Morskich – zastępcy Dowódcy Komponentu Morskiego. Decyzją Wiceprezesa Rady Ministrów, Ministra Obrony Narodowej, z dniem 1 lutego 2023 komandor Andrzej Ogrodnik został wyznaczony na stanowisko dowódcy 3 Flotylli Okrętów. Postanowieniem Prezydenta RP Andrzeja Dudy został mianowany z dniem 14 sierpnia 2023 na stopień kontradmirała.